# Маттіа Перін
Матті́а Пері́н (італ. Mattia Perin, нар. 10 листопада 1992, Латина) — італійський футболіст, воротар клубу «Ювентус». Має в активі дві гри за національну збірну Італії.

## Клубна кар'єра
Народився 10 листопада 1992 року в місті Латина. Почав займатися футболом у рідній Латині. Грав у юнацькій команді «Пістоєзе», після чого потрапив в клубну систему «Дженоа». В її складі виграв молодіжний чемпіонат Італії.
У 2010 році став третім воротарем основної команди генуезців. Сидів на лаві запасних у матчах із «Інтернацыонале» та «Лаціо». 22 травня 2011 року в матчі проти «Чезени» Перын дебютував у Серії А, вийшовши у стартовому складі.
У липні 2011 року Маттіа відправився в оренду в клуб Серії B, «Падова». 1 жовтня у матчі проти «Емполі» він дебютував за нову команду. Незважаючи на не дуже хорошу статистику, був визнаний найкращим воротарем турніру.
Сезон 2012/13 провів у вищому італійському дивізіоні, граючи за «Пескару». 26 серпня в поєдинку проти «Інтера» Маттіа дебютував за нову команду. 6 січня 2013 року у виїзному матчі проти «Фіорентини» Перін став героєм матчу, неодноразово рятуючи свою команду по ходу поєдинку.
Повернувшись влітку 2013 року в «Дженоа», Перін став основним воротарем генуезців, залишаючись ним протягом трьох сезонів. У квітні 2016 року отримав розрив хрестоподібних зв'язок правого коліна. У січні 2017 року отримав розрив хрестоподібних зв'язок лівого коліна. Незважаючи на важкі за мірками футболу травму, він зміг повернутися в гру і продовжив виступати на звичному для себе високому рівні. 
Влітку 2017 року Перин був близький до переходу в «Мілан», у той момент мав труднощі з продовженням контракту Джанлуїджі Доннарумми, проте перехід не відбувся. Перед початком сезону 2017/18 Перін був оголошений новим капітаном «Дженоа». По його завершенні 6 червня 2019 року за 12 млн. євро перейшов у «Ювентус», якому був необхідний воротар після уходу багаторчного капітана Джанлуїджі Буффона. Передбачалося, що новачок конкуруватиме з Войцехом Щенсним за місце основного голкіпера «Юве», однак тренерський штаб зробив вибір на користь поляка, і в сезоні 2018/19 Перін захищав ворота туринців лише у 9 матчах.
Згодом до команди повернувся Буффон, ставши основним дублером Щенсного, а Перін врешті-решт програв конкуренцію Карло Пінсольйо навіть за місце третього воротаря «Ювентуса» і 2 січня 2020 року повернувся до «Дженоа» на умовах оренди до кінця сезону 2019/20. Знову став основним воротарем генуезької комананди, і згодом орендну угоду було подовжено до завершення сезону 2020/21.

## Виступи за збірні
2008 року дебютував у складі юнацької збірної Італії, взяв участь у 22 іграх на юнацькому рівні, пропустивши 15 голів.
11 серпня 2010 року дебютував у складі молодіжної збірної Італії, замінивши Віто Манноне у грі проти Данії. На молодіжному рівні зіграв у 5 офіційних матчах, пропустив 8 голів.
10 серпня 2012 року був викликаний в національну збірну Італії, але на поле так і не вийшов. Згодом був у складі збірної на чемпіонаті світу 2014 року, але на поле також не виходив. Дебют у національній команді відбувся 18 листопада 2014 року в товариському матчі проти Албанії (1:0). Маттіа замінив Сальваторе Сірігу на 73-й хвилині за рахунку 0:0. Свою другу і останню гру за національну команду провів лише влітку 2018 року.
| Дата       | Місто | Господарі | Результат | Гості      | Турнір           | Голи | Примітки |
| ---------- | ----- | --------- | --------- | ---------- | ---------------- | ---- | -------- |
| 18-11-2014 | Генуя | Італія    | 1 – 0     | Албанія    | товариський матч | -    | 72'      |
| 4-6-2018   | Турин | Італія    | 1 – 1     | Нідерланди | товариський матч | -1   |          |
| Усього     |       | Матчів    | 2         |            | Голів            | ?    |          |

## Титули і досягнення
- Володар Суперкубка Італії (1):

«Ювентус»: 2018
- Чемпіон Італії (1):

«Ювентус»: 2018–19
- Володар Кубка Італії (1):

«Ювентус»: 2023–24
- Найкращий голкіпер Серії B: 2011–12